# Йельмесет, Одд-Бьёрн
Одд-Бьёрн Йельмесет (норв. Odd-Bjørn Hjelmeset; 6 декабря 1971, Эйд, Согн-ог-Фьюране) — норвежский лыжник, двукратный призёр Олимпийских игр, пятикратный чемпион мира. Многократный победитель этапов Кубка Мира. Специалист как на стайерских дистанциях так и в спринте. Предпочтительным для него считается классический стиль передвижения на лыжах.
В Кубке мира Одд-Бьёрн Йельмесет дебютировал в 1993 году, в ноябре 1999 года одержал свою первою победу на этапе Кубка мира. Всего на сегодняшний момент имеет восемь победы на этапах Кубка мира в личных гонках и три в эстафете.
Принимал участие в Олимпийских играх в Солт-Лейк-Сити, где завоевал бронзу в гонке на 50 км классикой, в гонке на 15 км классикой занял 20-е место.
На Олимпиаде-2006 в Турине в гонке на 15 км классикой занял 27-е место.
На Олимпиаде-2010 в Ванкувере, завоевал серебро в эстафете, кроме того принял участие в гонке на 50 км (масс-старт, классический ход) — 17-е место.
На чемпионатах мира за свою карьеру завоевал пять золотых и три бронзовые медали. Всего принял участие в 6 чемпионатах мира.
3 октября 2013 года Одд-Бьёрн Хъелмесет пробежал Нью-Йоркский марафон с результатом 2.39.12 заняв 74 место.

## Личная жизнь
Женат, имеет троих детей. Кроме норвежского владеет английским языком. Увлекается велосипедом, бегом и походами в горы.